# Manuel Mendes (compositor)
Manuel Mendes o Manoel Mendes (Lisboa, c. 1547 - Évora, 24 de septiembre de 1605) fue un compositor y pedagogo del Renacimiento portugués y figura importante de la polifonía del país luso. Fueron discípulos suyos Duarte Lobo, Manuel Cardoso y Filipe de Magalhães, algunos de los más grandes compositores de la historia de la música portuguesa.

## Biografía
Natural de Lisboa, estudió música con el compositor Cosme Delgado, en Évora. Más tarde fue nombrado maestro de capilla en la Catedral de Portalegre, pero volvió a Évora para recibir un título de grado en 1575. Ese mismo año se convirtió en sacerdote y maestro del claustro. Entre sus alumnos se encuentran algunos de los compositores portugueses más famosos del siglo XVII, como el P. Manuel Cardoso, Duarte Lobo, Filipe de Magalhães, Manuel Rebelo, António Ferro y Simão dos Anjos de Gouveia.
Manuel Mendes fue un compositor prolífico. Durante el siglo XVI, alcanzó la fama y su música viajó a España, así como a Nueva España (actual México), donde fue muy reconocido. A pesar de su gran reputación, tanto como profesor como como compositor, solo un conjunto de seis de sus piezas ha sobrevivido hasta el día de hoy. Un poema de Faria e Sousa en honor al papa Urbano VIII menciona a Mendes:

Eran ellos el Mendes sonoroso,

que de Músicos llena a toda España  

[...]

Del Mendes raro a la Nobleza

cupo el canto que es de oidos el arrobo;

la opulência cantava quanto supo

no en fabula, ensenar el docto Lobo.

## Ediciones musicales (partituras)
- Joaquim, Manuel (1942), La Misa de Féria del Padre Manuel Mendes, Puerto, Separata de Música, Revista de los alumnos del Conservatório de Música del Puerto.
- Stevenson, Robert (1982), Antologia de Polifonia portuguesa 1490– 1680, Portugaliae Musica, vol. XXVII, pp. 57-58 (Aleluia).